# Rząd Bahamów
Rząd Bahamów - zgodnie z ich konstytucją - składa się z premiera i co najmniej 8 ministrów. Wszyscy oni muszą być członkami parlamentu, przy czym premier i minister finansów muszą zasiadać w Izbie Zgromadzenia. W sensie ścisłym rada ministrów określana jest, podobnie jak w Wielkiej Brytanii, jako "gabinet", natomiast pojęcie "rząd" oznacza na Bahamach szerszą grupę urzędników (do której zaliczani są też np. wiceministrowie).
Struktura bahamskich resortów wygląda obecnie następująco:
- Ministerstwo Rolnictwa i Zasobów Morskich
- Ministerstwo Edukacji, Młodzieży, Sportu i Kultury
- Ministerstwo Finansów
- Ministerstwo Spraw Zagranicznych
- Ministerstwo Zdrowia i Rozwoju Społecznego
- Ministerstwo Budownictwa i Ubezpieczenia Narodowego
- Ministerstwo ds. Ziemi i Samorządów Lokalnych
- Ministerstwo Spraw Prawnych
- Ministerstwo Spraw Morskich i Pracy
- Ministerstwo Bezpieczeństwa Narodowego i Imigracji
- Ministerstwo Turystyki i Lotnictwa
- Ministerstwo Robót Publicznych i Transportu

Premierem jest obecnie Hubert Ingraham, a wicepremierem Brent Symonette. 